# GNU编码标准
GNU 编码标准是 GNU 项目编写程序代码的一套规则指南，由 Richard Stallman 和其他 GNU 项目志愿者撰写。它的文档也是 GNU 项目的一部分，可以从 GNU 网站获取。它本身是指导 GNU 自由软件的 C 语言代码的，但许多规定都可以推广使用。GNU 鼓励贡献者们（包括不使用 C 语言实现的）遵循这一标准。

## 代码格式
GNU 编码标准对 C 语言代码的格式有着严格的规范。下面是一个典型的例子：
```
int

main
 
(
int
 
argc
,
 
char
 
*
argv
[])

{

  
struct
 
gizmo
 
foo
;

  
fetch_gizmo
 
(
&
foo
,
 
argv
[
1
]);

 
check
:

  
if
 
(
foo
.
type
 
==
 
MOOMIN
)

    
puts
 
(
"It's a moomin."
);

  
else
 
if
 
(
foo
.
bar
 
<
 
GIZMO_SNUFKIN_THRESHOLD
 
/
 
2

           
||
 
(
strcmp
 
(
foo
.
class_name
,
 
"snufkin"
)
 
==
 
0
)

               
&&
 
foo
.
bar
 
<
 
GIZMO_SNUFKIN_THRESHOLD
)

    
puts
 
(
"It's a snufkin."
);

  
else

    
{

      
char
 
*
barney
;
  
/* Pointer to the first character after

                        the last slash in the file name.  */

      
int
 
wilma
;
     
/* Approximate size of the universe.  */

      
int
 
fred
;
      
/* Max value of the `bar' field.  */

      
do

        
{

          
frobnicate
 
(
&
foo
,
 
GIZMO_SNUFKIN_THRESHOLD
,

                      
&
barney
,
 
&
wilma
,
 
&
fred
);

          
twiddle
 
(
&
foo
,
 
barney
,
 
wilma
 
+
 
fred
);

        
}

      
while
 
(
foo
.
bar
 
>=
 
GIZMO_SNUFKIN_THRESHOLD
);

      
store_size
 
(
wilma
);

      
goto
 
check
;

    
}

  
return
 
0
;

}

```

可以看到，标准总是将块视为语句来缩进。每一对花括号、方括号或括弧都要么在同一行，要么在同一列。
一般可以考虑以 GNU Emacs 为可靠权威，格式化得到 GNU 编码标准的代码。在 Emacs 里缩进起来很难看的代码，经过修改（比如添加括号），可以变成对 Emacs 更友好的形式。

### 分割长行
“将表达式拆分成多行时，要在一个运算符的前面拆分，不要在它后面拆分。”

例如：
```
if
 
(
foo_this_is_long
 
&&
 
bar
 
>
 
win
 
(
x
,
 
y
,
 
z
)

    
&&
 
remaining_condition
)

```

## 文件
标准要求，在/usr和/etc以只读方式挂载时，所有程序也都能够运行。因此，出于内部目的修改的文件（日志文件、锁定文件、临时文件等）不应存储在这两处。一个例外是要更新/etc 中的系统配置文件，另一个是用户明确要求需要修改。

## 可移植性
GNU 编码标准对可移植性有着这样的定义：在 Unix 世界里的可移植性，是说“在 Unix 之间”；在程序中，这种可移植性值得拥有，但不是一定要有。
根据这一标准，可移植性问题不大。因为源代码的编写只考虑 GCC（GNU C 编译器）的编译行为，程序也只在一个系统——GNU 系统上运行。
但是仍然有一个可移植性问题。标准明确规定，程序应能够在各类 CPU 上运行。标准规定，GNU 不支持也不会支持 16 位系统，但必须能够应对所有不同的 32 位和 64 位系统。

## 批评
Linux 内核强烈反对这种风格：“建议你把 GNU 编码标准打印一份，但不去读它，而是把它烧掉，这是个非常好的象征性动作。”
Steve McConnell 在 Code Complete 一书中也建议不要使用这种风格。他认为，这样的大括号缩进让代码可读性降低了。他将这样的示例代码标记为“编码恐怖”，表明这种代码特别危险。 